# Маската на алената смърт
„Маската на алената смърт“ (на английски: The masque of the Red Death) е разказ на Едгар Алън По от 1842 г.

## Сюжет
Внимание:  Текстът по-долу разкрива сюжета на произведението (или части от него)!
Принц Просперо – богат, интелигентен и екстравагантен, събира своите рицари и семействата им в едно от своите абатства, преустроено като замък и нарежда да се зазидат всички врати и прозорци, далеч от чумата, която върлува из градовете. В двореца има седем стаи, всички боядисани в светли цветове, освен една, която е боядисана в черно с червени стъкла на прозорците. В нея има черен абаносов часовник, който издава трагичен звън на всеки час. За да разсее мрачното настроение на гостите, принц Просперо организира пир и маскарад, на който всеки от гостите се облича като най-големия си кошмар. Неочаквано на бала се появява непознат за останалите гост в кърваво наметало, маскиран като мъртвец, увит в саван. Фигурата се разкрива чак в черната стая и тогава всички разбират, че мистериозният непознат е не друг, а самата чума. На финала всички умират.

## Алената смърт
По е измислил болестта, описана в разказа със симптоми като „остри болки, внезапна отпадналост и силно кръвотечение от всички пори“. Предполага се че заразата, която е вдъхновила По да напише разказа е туберкулозата, въпреки че някои познавачи на творчеството на По смятат, че става дума за холера или чума.

## Адаптации
- През 1964 г. е създаден филм със същото име с участието на Винсънт Прайс.